# Ruth Peetoom
Gerhardine Ruth Peetoom (Breda, 25 luglio 1967) è una politica olandese, presidente dell'Appello Cristiano Democratico dal 2011 al 2019.

## Biografia
Peetoom è nata nella provincia del Brabante Settentrionale ed è cresciuta nella parte orientale della provincia di Groninga. Ha studiato teologia ed etica alla Vrije Universiteit di Amsterdam. Come predicatrice della Chiesa protestante nei Paesi Bassi (PKN), è stata impiegata alla Chiesa di San Nicola (Nicolaïkerk) a Utrecht a partire dal 2006.
Dal 1999 al 2005 è stata membro per il CDA degli Stati provinciali di Groninga. Nel 2010 è stata vicepresidente della Commissione Frissen, che ha indagato sull'enorme perdita del CDA nelle elezioni legislative olandesi del 2010. Nell'aprile 2001 è eletta presidente del partito con oltre il 60% dei voti.

### Vita privata
Peetoom è sposata con il commissario del re di Groninga ed ex presidente del Sindacato Nazionale Cristiano René Paas (CDA). Lei ha tre figli.